# Tozawa (Yamagata)
Tozawa (jap. 戸沢村 Tozawa-mura) – wieś w Japonii, na wyspie Honsiu, w prefekturze Yamagata. Według danych na rok 2020 miejscowość zamieszkiwało 4 199 mieszkańców , a gęstość zaludnienia wyniosła 16,1 os./km².